# Les Bossats (Ormesson)
Les Bossats est un site préhistorique de plein air situé sur la commune d'Ormesson, en Seine-et-Marne. Sa longue occupation d'environ 30 000 ans va du Paléolithique moyen au Badegoulien, incluant Moustérien, Châtelperronien, Gravettien et Solutréen moyen, soit approximativement de 50 000 à 19 000 ans AP.
Le site est de première importance sur plusieurs aspects archéologiques. Sa durée d'occupation exceptionnelle et sa bonne conservation permettent d'établir un cadre chrono-stratigraphique beaucoup plus précis que celui connu jusqu'alors au nord de la Loire. 

L'intérêt en est particulièrement élevé pour le Gravettien ancien, un faciès du début du Paléolithique supérieur mal connu dans la région ; d'autant que les vestiges de cet âge y sont parmi les mieux conservés. Il a de plus livré le premier fossile humain gravettien trouvé au nord de la Loire. 

C'est aussi le gisement châtelperronien situé le plus au nord en France et plus généralement en Europe - quoique cette limite nord puisse n'être dû qu'à une carence dans les recherches plutôt qu'à l'absence de sites en soi.

## Historique
Dans les années 1930, des labours exposent quelques pièces lithiques. En 2004 Claude Pommier, archéologue amateur, fait part de ses découvertes à Jean-Luc Rieu, responsable du Service des publics au musée de Nemours ; ce dernier alerte Pierre Bodu,. En 2005, l'équipe d'ethnologie préhistorique du CNRS termine un vaste programme de recherche développé entre 1999 et 2005 sur le Paléolithique supérieur ancien dans le Bassin parisien, sans avoir recensé de sites gravettiens bien préservés. Dans ce contexte, la découverte des Bossats est donc de première importance : le site, exceptionnel tant sur la durée d'occupation que sur sa conservation, permet d'établir un cadre chrono-stratigraphique beaucoup plus précis que celui jusqu'alors connu au nord de la Loire. En 2019 une trentaine de datations sont déjà réalisées, d'autres sont en cours ; l'extension spatiale de certains niveaux n'est pas encore connue.
Le terrain appartient alors à Didier Lebègue, qui autorise gracieusement l'usage de son bien pour les recherches. Les premières études approfondies ont lieu en 2004 et 2007 et les premières excavations en 2009 sous la direction de Pierre Bodu. Après huit ans d'exploitation du gisement (2009-2016) les fouilles se poursuivent  en 2017 et 2018

## Situation

### Localisation
Le site se trouve à 1 km au nord-est d'Ormesson dans la pointe nord-est de la commune, et à 2,6 km au sud-ouest de Nemours. Il est à environ 230 m au nord de la route D403 reliant Beaumont à Nemours. À 2,4 km à l'est, le Loing coule en direction du nord,,.
Le site est à quelque 75 m d'altitude, faisant face au sud sur un terrain en légère pente en contrebas de grands plateaux ; il est sur le côté nord d'une petite vallée de nos jours sèche,, dont le fond est à 73 m d'altitude au niveau du site, dominé par des coteaux assez abrupts s'élevant à un peu plus de 110 m d'altitude et donc avec une dénivellation avoisinant les 40 m.
D'une surface totale d'environ 4 000 m2, le site est au pied du coteau nord, qui est légèrement creusé à cet endroit et forme une sorte de cirque,. L'emplacement est donc protégé non seulement des vents nord et sud, mais aussi des vents ouest et, dans une certaine mesure, des vents venant de l'est.

### Un endroit stratégique pour la chasse
À partir du site, cette vallée s'élargit amplement vers l'est puis débouche sur la vallée du Loing ; à l'ouest, elle se resserre brusquement à environ 500 m du site et se prolonge au-delà sur environ 3,5 km jusqu'à Chevrainvilliers. C'est une excellente figuration pour le rabattage du gibier,.
De plus l'endroit est également proche des ressources essentielles que sont l'eau, le silex et les ressources végétales.

### Sites proches
Deux sites sur Ormesson sont à environ 800 m au sud des Bossats : le Cirque de la Patrie,, fouillé en 1928 par Raoul Daniel, ensuite par quelques autres de ses collègues, puis de nouveau en 1937 par R. Daniel et sa femme ; et les Gros Monts, que Lacarrière et al. (2014) placent dans ou aux alentours immédiats de l'ancienne carrière des Brûlis,. 
À 12 km au nord-est, la Pente-des-Brosses (Solutréen, Magdalénien) se trouve sur Montigny-sur-Loing,, dans la vallée du Loing en aval - au nord - de Nemours.
L'important site de plein air de Pincevent (Magdalénien supérieur) se trouve à environ 25 km à vol d'oiseau au nord-est.

## Géologie et conservation des vestiges
Le site se trouve dans une zone de sables marins produits par la désagrégation des grès stampiens : Stampien moyen (« g2b », en rose sur la carte géologique), et sables quartzeux du Stampien inférieur (« g2a », en rose à points rouges) formant la « dépression de Larchant » et contenant des silex crétacés ou tertiaires dits meuliers, avec des dragées de quartz blanc et des galets de silex. 

Il est entouré par une barrière de grès de Fontainebleau.
Conservation des vestiges organiques
Le sable conserve mal les vestiges organiques, témoins ceux du Cirque de la Patrie ou les Gros Monts qui se trouvent tous deux dans des formations géologiques sableuses et dont la datation exacte est impossible dans l'état actuel des connaissances. 
Mais le site est aussi à la limite sud de l'extension maximum des dépôts de lœss (substrat limoneux). La carte géologique montre, immédiatement au sud du site, des limons (« LP », en jaune pâle) mélangés avec des éléments résiduels variés. En l'occurrence, ces « éléments résiduels variés » sont à base de calcaires, ce qui a engendré une calcification des vestiges archéologiques qui ont ainsi reçu une première protection. 
Là-dessus, le site a été recouvert relativement rapidement par des sédiments sableux, ce qui permet une analyse palethnographique relativement inédite pour cette période.
Ainsi, ces derniers ont bénéficié d'une excellente protection malgré l'environnement sableux ; ce qui autorise les datations précises à partir de matières organiques, et fait des Bossats un site de plein air unique dans le bassin parisien.

## Stratigraphie
La stratigraphie du site couvre une période d'occupation qui approche les 30 000 ans, avec sept niveaux d'occupation : deux niveaux moustériens, un châtelperronien, un gravettien, un solutréen, un badegoulien ; et, entre Châtelperronien et Gravettien,, un niveau intermédiaire contenant un foyer isolé avec de nombreux petits fragments d'os brûlés mais sans autres vestiges archéologiques proches. 
Une si longue stratigraphie est rare en France. Comme site comparable, Bodu et al. (2019) citent « la Croix de Bagneux » à Mareuil-sur-Cher à 10 km à l'est de Tours (180 km au sud-ouest des Bossats).
Les niveaux d'occupation les plus anciens (Moustérien, Châtelperronien) se trouvent dans des sables ; les plus récents (Gravettien, Solutréen, Badegoulien) sont dans des lœss.

## Moustérien
L'industrie moustérienne est de type Discoïde. Pour les deux niveaux moustériens, le niveau 5 se retrouve sur presque toute la surface du site (environ 4 000 m2) ; le niveau 4 couvre plus de 800 m2.
Les sables qui emballent le Moustérien présentent une coloration nettement rouge, qui pourrait être due à des activités de traitement et d'utilisation de matières colorantes.

### Datations
Deux datations par thermoluminescence sur des silex brûlés donnent un âge de 44 800 ± 3 400 ans AP et 49 900 ± 3 100 ans AP, c'est-à-dire la fin du Paléolithique moyen au sein du SIO 3.

### Ocre
77 pièces d'ocre (c'est-à-dire des pierres riches en oxyde de fer(III)) rouge et jaune modifiée, portent des  marques d'abrasion, striation et grattage indiquant la production de poudre. Les matières colorantes ont été soigneusement sélectionnées dans des dépôts du Sparnassien à 5 km du site, en rive droite du Loing. Cette source fournit un minéral presque exclusivement composé d'oxyde de fer (hématite) et oxyhydroxyde de fer (goethite). Elle a été choisie plutôt que les concrétions du Stampien présentes sur le site même : ces dernières sont moins riches en hydroxyde de fer, elles contiennent plus de quartz et l'hématite est plus tendre.

### Flore
Les aires et structures de combustion ont fourni des charbons de bois de pin (Pinus nigra / Pinus silvestris) et de genévrier (Juniperus).

## Châtelperronien
Il se trouve dans le niveau 4 supérieur, avec trois concentrations de vestiges distantes de plusieurs mètres . Sa surface minimum est de 150 m2. C'est le gisement châtelperronien situé le plus au nord en France et plus généralement en Europe, une place tenue jusqu'en 2014 par la grotte du Renne et, de moindre importance, sa voisine la grotte du Bison à Arcy-sur-Cure (130 km au sud-est dans l'Yonne)
Les vestiges de cette occupation se situent en surface de sables de couleur orange, qui recouvrent le niveau moustérien discoïde. Ces sables présentent des taches d'oxydes ferro-manganiques noirs qui indiquent une possible pédogenèse.

### Datations
Plusieurs datations du niveau châtelperronien ont été publiées en 2017 : une sur os et cinq sur charbon de bois. Elles sont comprises entre 29 900 ± 620 ans cal. AP et 39 600 ± 1 400 ans cal. AP, c'est-à-dire sur près de 10 000 ans - nonobstant les écarts types qui vont du simple à plus du double. Cependant le plus grand nombre de datations semble centré autour de 37 000 ans cal. AP, même si ces chiffres sont susceptibles d'être modifiés en fonction de nouvelles découvertes et aussi de l'affinement de la méthode de traitement des datations elle-même.

### Flore
Les aires et structures de combustion ont fourni des charbons de bois de genévrier (Juniperus).

## Gravettien

### Généralités, datations
En 2016 le site des Bossats est l'un des quatre sites gravettiens du bassin parisien datables grâce à ses ossements et charbons de foyers (les trois autres sont Arcy-sur-Cure, Yonne, ; le site de plein air à Chamvres (Yonne) ; et la Pente-des-Brosses (Montigny-sur-Loing, Seine-et-Marne) avec ses nombreux fragments d'os de renne). Le Gravettien de la Pente-des-Brosses est un Gravettien récent, de même que celui de Haut-le-Roc et du Cirque de la Patrie (tous deux sur Montigny). Celui des Bossats appartient à une phase récente du Gravettien ancien, comme le site des Gros Monts (Ormesson, Seine-et-Marne). La datation radiométrique sur du collagène d'os a donné un âge de 26 691 ans ± 530 ans AP, une date cohérente avec les autres sites gravettiens de la région. Quatre autres dates sur des os de bison donnent une moyenne d'âge d'environ 31 000 ans cal. AP.
Aux Bossats les vestiges du Gravettien ancien se trouvent dans le niveau 1 sur une aire à peu près ovale d'environ 80 m2 (surface minimum), sur la berge d'un talweg, à faible profondeur : seulement une quarantaine de centimètres sous la surface du sol actuel. Ce sont essentiellement deux aires de combustion isolées, dont une principale. Cet isolement est vraisemblablement dû à l'érosion de la couche supérieure du lœss, notamment pendant l'Holocène, qui a entraîné la disparition d'autres implantations gravettiennes situées plus à l'ouest. Cette érosion a aussi entraîné l'effondrement partiel de la berge du talweg et le glissement vers l'est de un tiers du locus gravettien, qui passe progressivement de 40 cm à près de un mètre de profondeur d'ouest en est. Mais ce glissement, qui s'est produit après le dépôt d'une couche de lœss sur les vestiges, est seulement un mouvement latéral et n'a pas affecté l'homogénéité de la couche archéologique ni son organisation spatiale.
Cette époque a livré une rare structure d'habitation : un radier ; de nombreuses traces lithiques et osseuses d'activités bouchères et de transformation de l'os ; et des coquilles percées, vestiges  de préoccupations non domestiques.

### Une bonne préservation des vestiges
Le Gravettien, extrêmement bien conservé dans le lœss y compris pour des ossements fragiles généralement disparus des dépôts de cet âge, a fourni les vestiges organiques les mieux préservés du site : la majorité du matériel archéologique a été calcifiée grâce aux nombreux espaces vides formés par la superposition de blocs de calcaire (calcaire de Fontainebleau et calcaire d'Étampes), et d'artéfacts archéologiques de grande taille (silex et os). La calcite a formé une croûte marquant le niveau gravettien.

### Radier
Pour un article plus général, voir Radier.
Le Gravettien des Bossats a livré une rare et nouvelle référence pour l'aménagement du sol d'occupation en Europe de l'Ouest : un radier d'une vingtaine de mètres carrés et épais de 2 à 5 cm, constitué de 50 à 100 kg de petits granulats calcaires d'une taille inférieure à 5 cm et de blocs plus gros, le tout collecté vraisemblablement au fond de la vallée d'Ormes à quelques dizaines de mètres au sud du site. Il sert à isoler le sol d'occupation de l'humidité et des ruissellements d'eau pouvant venir du plateau.
C'est le caractère le plus inédit de ce locus : les exemples d'aménagement structuré de l'espace sont peu fréquents dans le Gravettien d'Europe de l'Ouest, pour lequel sont plus souvent mentionnés des « fonds de cabanes », notamment ceux trop succinctement décrits du site de la Vigne-Brun à Villerest (Haute-Loire). Les comparaisons doivent donc être faites avec des sites gravettiens d'Europe centrale ou orientale, pour lesquels les informations sont généralement anciennes et discutables hormis quelques sites récemment fouillés. 

Ce radier a été mis en place peut-être par étapes mais de toute façon pendant l'occupation du lieu même : des vestiges sont présents sous le radier et sur celui-ci ; et cette répartition n'est pas le résultat de migrations verticales du mobilier par des processus naturels malgré quelques terriers de spermophiles creusés dans la nappe gravettienne.

### Industrie lithique
L'industrie lithique de ce niveau montre une méthode de débitage typique du Paléolithique supérieur. Elle est associée à des vestiges de faune du Pléistocène. Le tout inclut (hors esquilles, en 2019) plus de 15 000 silex taillés. En 2014 étaient connues 6 845 pièces dont 645 (11.28%) d'outils retouchés. Le silex provient principalement de saillies du Campanien (secondaire ou mésozoïque) à environ 5 km à l'est d'Ormesson, dans la vallée du Loing,. Toute la chaîne opératoire est présente.
Sous la nappe du radier on a retrouvé de nombreux os et silex et en particulier un amas circonscrit d'une trentaine de lamelles et de huit chutes de burin en silex tertiaire collecté à plusieurs 
dizaines de kilomètres au nord des Bossats. Ces lamelles servent de supports aux très nombreuses gravettes et micro-gravettes retrouvées dans le locus ; la plupart se remontent entre elles. Bodu et al. (2019) suggèrent que ces outils font partie d'un ensemble ou « matériel de voyage ».
Parmi les outils, en dehors des armatures les plus communs sont les burins, les plus épais servant de nucléus à lamelles pour produire quelques armatures au début du séjour. Le type de burin le plus fréquent est le dièdre d'axe. 

La catégorie des burins-outils est plutôt vouée au travail des matières osseuses. La question se pose alors : pourquoi une quasi absence d'industrie sur os, alors même que cette couche a livré des ossements habituellement réputés fragiles ?
Une autre question provient de la très faible proportion des grattoirs (indispensables au traitement des peaux, avec d'autres outils en silex ou dans un matériau différent), ceci alors que des dépouilles d'animaux sont traitées sur place. Plusieurs hypothèses ont été envisagées : mauvais état des peaux à la période d'abattage des 
bisons ; ou bien traitement des peaux hors de la zone fouillée jusqu'à présent (mais les multiples prospections de surface n'ont pas plus livré de grattoirs). L'opération a pu être entreprise directement sur les lieux d'abattage 
situés plus loin dans la vallée, auquel cas les grattoirs usagés ont pu être simplement abandonnés sur place.

### Coquilles
146 coquilles fossiles ont été trouvées, provenant de gîtes lutétiens (Paléogène, ère du Cénozoïque) d'Île-de-France distants de 80 à 90 km pour les plus proches, se trouvant dans le nord-ouest des Yvelines ou le nord-est de la Seine-et-Marne, dans la région de La Ferté-sous-Jouarre. Plus d'une trentaine d'entre elles ont été délibérément perforées pour produire des éléments de parure corporelle.

### Vestiges humains
Le vestige d'une deuxième molaire déciduale gauche est trouvé en 2016 sur le bord nord du foyer principal, au milieu des cendres, silex et restes d'animaux abattus. Il s'agit essentiellement d'une petite partie proximale de racine et de sa couronne, cette dernière partiellement recouverte de concrétions, cassée sur son bord distal et la fracture remplie de concrétions. L'usure avancée de la dent indique un âge entre 8 et 12 ans : au moins un enfant était donc présent parmi les occupants gravettiens. C'est le premier fossile humain gravettien (d'Homme moderne) trouvé au nord de la Loire,. En 2019, une étude de son ADN était en cours.

### Occupation des lieux
Plusieurs indices vont dans le sens d'une occupation du site allant au-delà de la simple halte : aménagement du sol d'occupation, quantité de matériel osseux et lithique recueilli, présence de deux aires de combustion dont un véritable foyer central qui a fonctionné avec des blocs calcaires, activités à caractères non strictement 
utilitaires. L'occupation a pu être phasée ou non, ou peut-être sur plusieurs semaines.
De plus, la chasse au bison semble avoir été la motivation principale pour l'occupation du lieu, la diversité et l'importance des activités suggère qu'un groupe entier s'est arrêté là et non pas seulement un groupe de chasseurs pour une halte passagère.

### Faune
Plus de 2 600 restes osseux indiquent la présence de renne, de cheval et d'un boviné, avec une dominance du bison : 14 restes osseux de huit bisons. Quelque vingt fragments portent des stigmates probants, quoique très discrets car très altérés, d'actions de raclage, rainurage, et percussion (indirecte ou diffuse sur enclume).
Les restes dentaires sont rares, peut-être parce que les carcasses ont été traitées à plusieurs endroits différents. À cause de leur rareté, il est difficile d'identifier la saisonnalité d'occupation du site et donc la possibilité de phasage de cette occupation. 
En contrebas de l'occupation gravettienne se trouve un talweg dont le fond concrétionné et les bords ont livré de gros ossements de bisons datés de 26 000 ans AP (vers 30 000 cal. AP, sondage Sd 51).

### Flore
Des charbons provenant exclusivement de bois de pin (Pinus nigra / Pinus silvestris) ont été trouvés dans les aires et structures de combustion,.

## Solutréen
Identifié dans le lœss par la présence d'une dizaine de fragments de feuilles de laurier, ce faciès est découvert sur le site en 2012, totalisant une surface connue (en 2019) de plus de 300 m2.
Situé juste en limite du lit caillouteux marquant le fond du talweg à l'est du site, ce niveau a peut-être été partiellement détruit par les écoulements. Les concrétions de calcite qui se trouvent au fond du talweg mesurent seulement quelques dizaines de cm pour la plupart mais quelques-unes atteignent des tailles impressionnantes (près de deux mètres de longueur pour une grande dalle découverte en 2016 à proximité de l'occupation solutréenne).
Plutôt qu'un atelier de taille, ce faciès démontre une aire d'activités diversifiées au-delà des activités purement cynégétiques. La fabrication des couteaux bifaciaux y est vraisemblablement en relation avec les restes de faune découverts. Les diverses activités démontrées par le matériel archéologique sont le façonnage de feuilles de laurier (onze fragments), le débitage d'éclats et de lames, et le traitement de quelques carcasses animales.
Deux datations au carbone 14 sur charbon et deux sur os brûlé dans le sondage Sd 29 placent la couche au Solutréen moyen : entre 20 691 ans et 21 981 ans cal. AP. Comme la plupart des sites attribués au Solutréen dans le bassin parisien ne bénéficient pas de bonnes conditions de conservation (par exemple Saint-Sulpice-de-Favières en Essonne), en 2019 cinq autres datations sont en cours sur des charbons et des os de ce niveau.

### Structures construites
Le niveau solutréen inclut quatre structures d'environ 2 à 3 m de diamètre longeant un talweg, accompagnées d'environ 70 blocs de concrétions de calcite recueillis au fond du talweg où elles se sont développées. La plupart de ces concrétions mesurent quelques dizaines de cm (80 cm pour les plus grandes) mais certaines ont une taille impressionnante, telle celle de près de deux mètres de longueur trouvée en 2016 près de l'occupation solutréenne. Le poids total des blocs autour des structures solutréennes est d'environ 900 kg. De nombreuses petites pièces se retrouvent également dans des aires de combustion.
Ces morceaux de concrétions ont clairement été apportés là par les humains : hors talweg, ils ne se retrouvent qu'avec les vestiges archéologiques et ces derniers n'ont visiblement pas été remaniés car même les tranchants les plus fins ne sont pas altérés. La répartition de ces vestiges apparaît nettement délimitée par les blocs de concrétions, dont quelques-uns ont pu servir de billots ou de sièges mais la plupart d'entre eux auraient servi à caler des structures en matériaux organiques. Bodu et al. (2019) pensent que ces structures étaient destinées à protéger les occupants contre les éléments climatiques (vent, froid, précipitations diverses). 
Certaines de ces pierres ont ensuite été remaniées lors de réaménagements de structure, car elles recouvrent des vestiges d'activités antérieures ; les mêmes signes de réaménagements se retrouvent sur le site solutréen des Maîtreaux (Bossay-sur-Claise, Indre-et-Loire).
Les structures 1, 2 et 3 ont été aménagées ; la quatrième montre un aménagement plus léger.
La structure 1 voit le façonnage exclusif de feuilles de laurier.
La structure 2 est une zone de rejet.
La structure 3 sert au façonnage intense de feuilles de laurier et à l'utilisation de tranchants et d'outils.
La structure 4 voit les occupations les plus diversifiées : débitage d'éclats (et peut-être de lames), transformation en outils (grattoirs, burins), façonnage final de feuilles de laurier et traitement de carcasses 
animales.

### Industrie lithique
Des éclats courts sommairement retouchés sont fabriqués notamment dans la première et la quatrième structure. 
Ils sont produits par percussion rentrante sur des nucléus polyédriques en pierre dure. Leur partie active ressemble alors à des grattoirs au front plus ou moins épais et peu arrondi, ou à des denticulés 
frustes. 

Ils sont accompagnés de quelques rares lames régulières, ce qui implique une production sophistiquée ; les déchets n'en ont pas encore été retrouvés en 2019.
Le silex n'a pas été collecté sur place.

### Industrie sur bois de renne
Trois fragments de bois de renne ont été trouvés au bord des structures 1, 2 et 3. Ils ont été travaillés, peut-être avec des burins plans ou dièdres auxquels les lames auraient servi de supports.

### Expressions graphiques
Les cortex fins et plats de 38 éclats ou fragments d'éclats de façonnage portent des traits gravés de différentes formes : séries de lignes parallèles, fines et très régulières ; lignes croisées ; une ligne très sinueuse formant des méandres arrondis. Elles forment des motifs apparemment non figuratifs. Ces stries sont généralement tronquées dans toutes les directions, ce qui signifie qu'elles ont été exécutées avant la taille des blocs de silex. Elles peuvent participer de deux types d'intentions : il peut s'agir de gravures intentionnelles ou bien de probables raclages de la surface du cortex. Mais les raclages, parfois juxtaposés aux gravures, sont difficilement explicables sur des pièces au cortex pourtant fin et dont le désépaississement n'était donc pas nécessaire.

### Faune
La plupart des restes de faune ont été découverts dans l'une des quatre structures reconnues. 
Les espèces déterminées sont le renne, le cheval et un boviné - le même choix qu'au Gravettien mais maintenant le renne domine sur les deux autres espèces.
Des carcasses animales ont été traitées sur place ; il n'en reste plus que de très rares vestiges : une quinzaine de fragments osseux.

### Flore
Des charbons de bois de bouleaux (Betula) ont été trouvés dans les aires et structures de combustion.

### Climat
Le renne et le bouleau suggèrent un climat froid.
L'hypothèse de l'abandon du bassin parisien durant le dernier maximum glaciaire, est mise à mal par de nouvelles découvertes. Une partie de ce territoire est encore parcourue par des troupeaux d'herbivores que poursuivent les Solutréens, à Ormesson comme à Saint-Sulpice-de-Favières (Essonne) ou de façon plus discrète à Arcy-sur-Cure ou Gron (Yonne).

## Badegoulien
Le Badegoulien a été identifié sur quelques mètres carrés dans deux sondages distants de onze mètres. En 2018 le débat reste ouvert sur l'identification chronologique des rares découvertes qui lui sont attribuées. Ce faciès se présente sous forme d'un amas de taille du silex et de pièces erratiques. Il est lui aussi situé dans un lœss.

### Cartographie
- Bodu et al. 2014, p. 228, fig. 2.b : Vue aérienne des environs avec flèche sur l'endroit du site. La photo, légèrement inclinée vers la gauche et vers l'arrière-plan (vers le sud-ouest), ne rend pas compte de la topographie des lieux : en réalité le terrain s'élève doucement à droite, côté nord.
- Bodu et al. 2014, p. 232, fig. 8 : l'emplacement du site sur la carte géologique.
- Bodu et al. 2019, p. 237, fig. 3a : photo aérienne panoramique de la vallée sèche avec marqueur sur l'emplacement du site et sur le Loing en arrière-plan ; la vallée sèche est délimitée par une ligne, montrant son resserrement proche du site.
- « Vue aérienne du gisement », sur geoportail.gouv.fr (consulté en avril 2021).

### Géologie
- [Denizot 1970(a)] G. Denizot, « Notice explicative de la carte géologique au 1/50000e, feuille de Château-Landon, n° 329 », 16 p. [PDF], sur ficheinfoterre.brgm.fr, Orléans, BRGM, 1970 (consulté en avril 2021).
- [Denizot 1970(b)] G. Denizot, « Notice explicative de la carte géologique au 1/50000e, feuille de Fontainebleau, n° 294 », 20 p. [PDF], sur ficheinfoterre.brgm.fr, Orléans, BRGM, 1970(a) (consulté en avril 2021).